# Reniochalina plumosa
Reniochalina plumosa är en svampdjursart som beskrevs av Claude Lévi 1983. Reniochalina plumosa ingår i släktet Reniochalina och familjen Axinellidae.
Artens utbredningsområde är havet kring Nya Kaledonien. Inga underarter finns listade i Catalogue of Life.